# Peperomia longipedunculata
Peperomia longipedunculata là một loài thực vật có hoa trong họ Hồ tiêu. Loài này được Opiz miêu tả khoa học đầu tiên năm 1828.